# مارك ماسترز
مارك ماسترز (بالإنجليزية: Mark Masters)‏ هو موزع وملحن أمريكي، ولد في 13 نوفمبر 1957 في غاري في الولايات المتحدة.